# Simone Cuendet
Simone Cuendet (Écublens, 20 juli 1911 – 5 mei 2010) was een Zwitserse schrijfster, onderwijzeres en journaliste.

## Biografie
Simone Cuendet studeerde letteren aan de Sorbonne in Parijs en ging vervolgens aan de slag als onderwijzeres en journaliste. Naast haar roman Rue gît-le-coeur uit 1954 schreef ze ook diverse boeken voor kinderen, zoals sprookjes, gedichten en romans, en ook theaterstukken, zoals Les oiseaux d'orages uit 1953 en Les tréteaux de Guilleri uit 1968. Daarnaast schreef ze ook een werk over Charles-Ferdinand Ramuz, namelijk Ramuz et le temps de l'enfance uit 1978. Ze werkte tevens mee aan educatieve radioprogramma's.
Cuendet was lid van de Association vaudoise des écrivains, van de Société suisse des écrivaines et écrivains, van de PEN-Club en de Conseil de la Fondation Ramuz.

## Onderscheidingen
- Grand Prix Bouquet de la nouvelle (1952)
- Prix de l'Académie rhodanienne (1979)

## Werken
- (fr)  Les oiseaux d'orages, 1953 (theaterstuk).
- (fr)  Rue gît-le-coeur, 1954.
- (fr)  Les tréteaux de Guilleri, 1968 (theaterstuk).
- (fr)  Ramuz et le temps de l'enfance, 1978.